# 맨 오브 벨러
맨 오브  벨러(Men of Valor)는 2015 Inc.이 제작한 베트남 전쟁 배경의 FPS 장르의 게임이다.

## 작전과 임무
다낭 (1965년 3월 8일 ~ 8월 18일)
전사자의 숫자 - 햄렛 청소 - 야간 침투 - 스타라이트 작전
강철의 삼각지대 (1967년 1월 8일 ~ 1월 26일)
정글 매복 - 이글 비행
케산 고지 전투 (1967년 4월 24일 ~ 5월 5일)
접촉 - 861S 고지
구정 대공세 (1968년 1월 30일 ~ 4월 8일)
MACV 기지 방어 - 집에서 집으로 전투 - 휴이 반격 - 케산으로의 귀환

## 평가
| 평론 점수 평론사 점수 PC 엑스박스 EGM N/A 6.5/10 [ 1 ] 유로게이머 N/A 6/10 [ 2 ] 게임 인포머 N/A 7.75/10 [ 3 ] 게임 레볼루션 C+ [ 4 ] C+ [ 4 ] 게임프로 [ 5 ] [ 6 ] 게임스팟 7.9/10 [ 7 ] 7.9/10 [ 8 ] 게임스파이 [ 9 ] [ 10 ] 게임존 8.8/10 [ 11 ] 7.9/10 [ 12 ] IGN 6.8/10 [ 13 ] 7.8/10 [ 14 ] OXM (US) N/A 6.8/10 [ 15 ] PC 게이머 (US) 58% [ 16 ] N/A The Sydney Morning Herald [ 17 ] [ 17 ] 통합 점수 메타크리틱 71/100 [ 18 ] 73/100 [ 19 ] |        |          |
| 평론 점수 |        |          |
| 평론사 | 점수   | 점수     |
| 평론사 | PC     | 엑스박스 |
| EGM | N/A    | 6.5/10   |
| 유로게이머 | N/A    | 6/10     |
| 게임 인포머 | N/A    | 7.75/10  |
| 게임 레볼루션 | C+     | C+       |
| 게임프로 | [ 5 ]  | [ 6 ]    |
| 게임스팟 | 7.9/10 | 7.9/10   |
| 게임스파이 | [ 9 ]  | [ 10 ]   |
| 게임존 | 8.8/10 | 7.9/10   |
| IGN | 6.8/10 | 7.8/10   |
| OXM (US) | N/A    | 6.8/10   |
| PC 게이머 (US) | 58%    | N/A      |
| The Sydney Morning Herald | [ 17 ] | [ 17 ]   |
| 통합 점수 |        |          |
| 메타크리틱 | 71/100 | 73/100   |